# Confort-Meilars

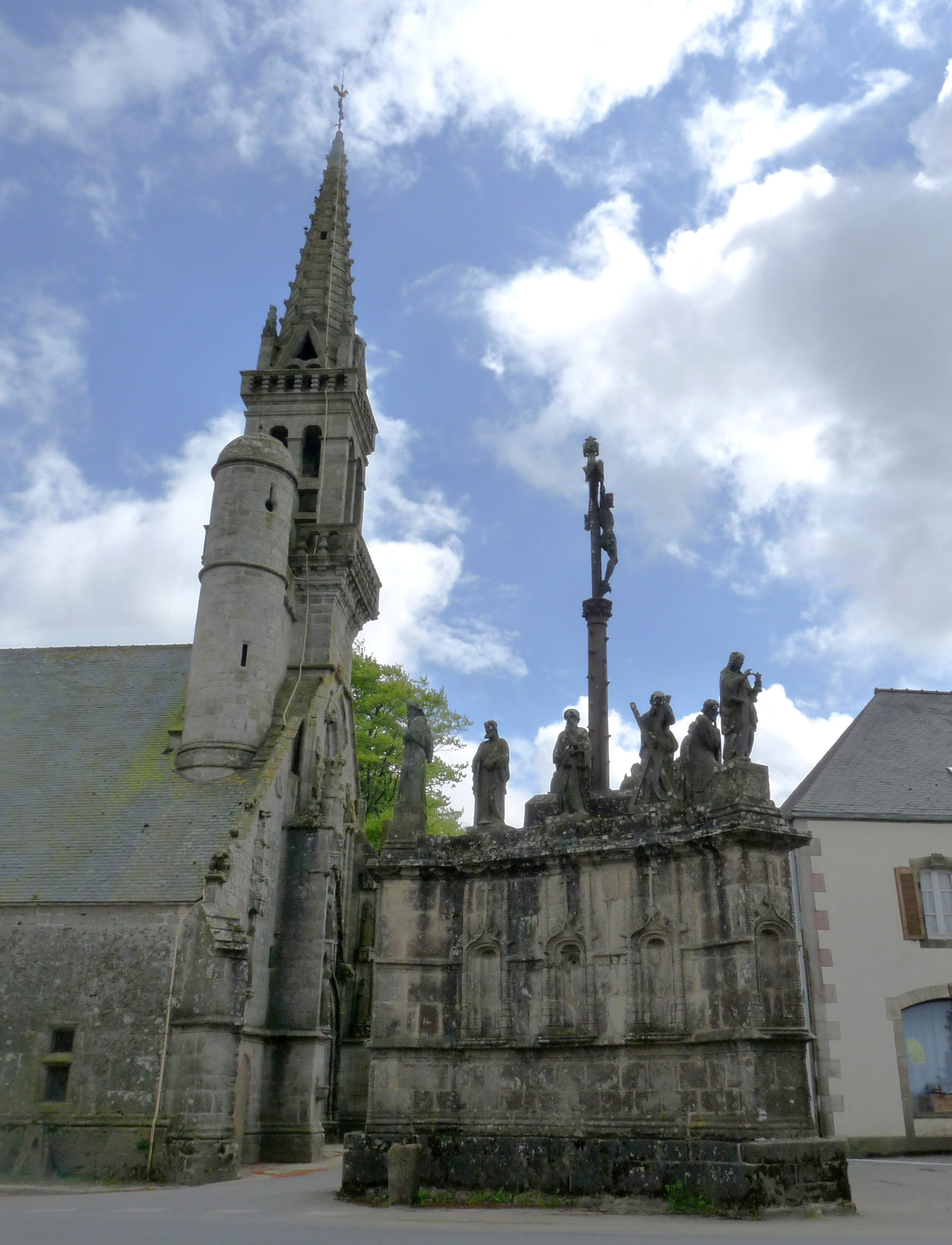

Confort-Meilars is een gemeente in het Franse departement Finistère (regio Bretagne) en telt 752 inwoners (2004). De plaats maakt deel uit van het arrondissement Quimper.

## Geografie
De oppervlakte van Confort-Meilars bedraagt 14,5 km², de bevolkingsdichtheid is 51,9 inwoners per km².
De onderstaande kaart toont de ligging van Confort-Meilars met de belangrijkste infrastructuur en aangrenzende gemeenten.

## Demografie
Onderstaande figuur toont het verloop van het inwonertal (bron: INSEE-tellingen).
1. ↑  Populations de référence 2022.